# Ювеналий (Воейков)
Игумен Ювена́лий (в миру Ива́н Григо́рьевич Вое́йков, 18 [29] сентября 1729, село Архангельское, Белгородская губерния — 21 апреля [3 мая] 1807, Москва) — игумен Русской православной церкви, из дворян, историк. Специализировался на генеалогии, написал поколенную роспись многих русских дворянских родов.

## Биография
Иван Григорьевич Воейков учился в Сухопутном кадетском корпусе (1744—1748).
В 1748 году командирован в комиссию по размежеванию Ингерманландии.
В 1749 году поступил в Брянскую Полбинскую пустынь, где в 1750 году сначала пострижен был в рясофор, а в 1755 году в Карачевском Одрине монастыре — в монашество.
Произведённый в иеродиаконы и иеромонахи, он в 1760 году был определён строителем в Полбинскую пустынь, а через три года произведён в игумена в Одрин монастырь.
Проходя трудное иноческое и начальническое поприще в последней обители, Ювеналий проходил вместе с тем и другое нелёгкое послушание, возложенное на него в том же 1763 году, — должность первенствующего управителя в Карачевском духовном правлении. Старанием его последнее в 1764 г. было переведено во вверенный ему Одрино-Николаевский монастырь, несмотря на противодействие всего карачевского духовенства. Деятельности Ювеналия обитель обязана и лучшими постройками древних зданий.
В 1767 году Ювеналий был переведён настоятелем в Новосильский Духов монастырь, в 1775 году — в Вологодский Корнильев, где пробыл до 12 апреля 1784 году, когда, согласно просьбе, за болезнью был уволен на покой в ставропигиальный Новоспасский монастырь, где и скончался в 1807 году.

## Сочинения
Историческими изысканиями Воейков начал заниматься в Корнильевском монастыре; в 1775 году под его руководством было составлено «Описание Корнильева Комельского монастыря».

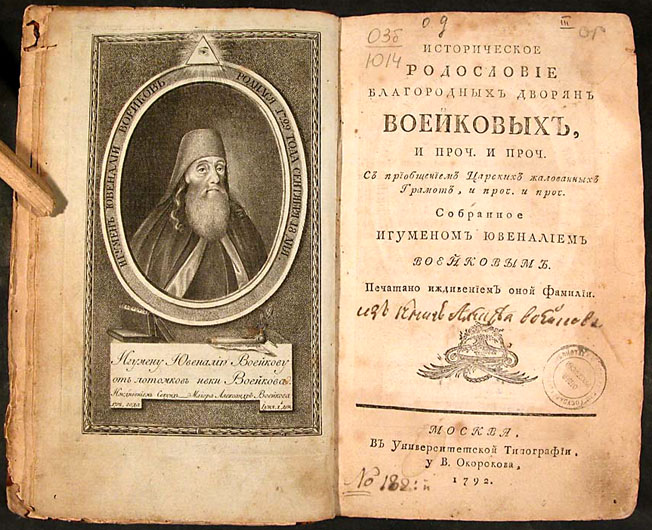
Портрет при книге: Историческое родословие благородных дворян Воейковых, и проч. и проч. : С приобщением царских жалованных грамот, и проч. и проч. / Собранное игуменом Ювеналием Воейковым. - Москва : Печатано иждивением оной фамилии : Унив. тип., у В. Окорокова, 1792

Специализацией Ювеналия были генеалогические исследования русских дворянских родов. Большинство из них — работа на заказ, отпечатанная тиражом 10 —— 20 экземпляров. За период 1779—1798 им были составлены родословные Лопухиных, Сабуровых, Приклонских, Воейковых, Юровых-Романовых, Кропотовых, Карабановых и других дворянских родов. Некоторые из родословных впоследствии переиздавались, некоторые остались в рукописном виде.
В генеалогических исследованиях опирался как на сведения, которые сообщали ему заказчики, так и на опубликованные источники, широко привлекая материалы, опубликованные Новиковым в «Древней российской вивлиофике» и Голиковым в «Деяниях Петра Великого».
Перу Воейкова принадлежат несколько стихотворений, напечатанных как в родословных, так и отдельно в виде благодарственных подношений П. М. Щербатову, П. В. Хитрово и другим.
В 1798 году переиздал «Описание бракосочетания цесаревны Анны Петровны с Карлом Фридрихом» (ранее изданное в 1725 году) и «Дополнение к краткому описанию жизни патриарха Филарета» (ранее — 1790). В 1798 году напечатал речь, посвящённую его давнему покровителю Иакинфу Карпинскому. По невыясненным причинам эта речь навлекла на Ювеналия опалу, и указом Павла I Синод 8 октября 1798 года строжайше запретил печатать любые его сочинения. В случае нарушения запрета Воейкову грозила высылка из Москвы в отдалённую епархию.
Видимо, после воцарения Александра I указ был отменён, поскольку Ювеналий опубликовал несколько описаний монастырей и церквей, в том числе «Краткое историческое описание Московского Новоспасского монастыря» (Москва, 1802 год).

## Исторические труды
- Поколенная роспись или Родословие благородных дворян Воейковых, колена Иоанна Григорьевича Воейкова, прозванного Ивки, седьмого сына Григория Прокопьевича Воейкова, по прозванию Умножителя. М. 1789. 31 стр.
- Историческое родословие благородных дворян Булгаковых. М. 1792.
- Поколенная роспись или родословие князей Вадбольских. - М., 1792.
- Историческое родословие благородных дворян Воейковых. М., 1792.
- Родословие благородных дворян Козаковых. - М., 1792.
- Историческое родословие благородных дворян Чичериных. - М., 1792.
- Историческое родословие благородных дворян Кропотовых и Дуровых. - М., 1792.
- Краткое историческое родословие благородных дворян Коробановых. - М., 1795.
- Краткое историческое родословие благородных дворян Макаровых. - М., 1795.
- Краткое историческое родословие благородных дворян Приклонских. - М., 1795.
- Краткое историческое родословие благородных и знаменитых дворян Лопухиных. - М., 1796.
- Краткое историческое родословие благородных дворян Сабуровых. - М., 1797[4]
- Краткое описание о происшествии знаменитого рода Юрьевых-Романовых. — М., 1798.
- Историческое родословие благородных дворян Воейковых. М. 1803.